# 東まり子
東 まり子（ひがし まりこ、1958年12月13日 - ）は、日本の女優。本名、東 真利子。
山口県周南市（旧・徳山市）出身。愛媛県立今治西高等学校、京都大学経済学部卒業。プロダクションエム・スリーに所属していた。別名義、高森まり子

## 出演作品
- スーパー戦隊シリーズ（ANB）
  - 電子戦隊デンジマン 第38話「無限魔空の大冒険」（1980年） - 雷太の担任
  - 太陽戦隊サンバルカン（1981年 - 1982年） - ゼロツー
- 土曜ワイド劇場
- 宇宙刑事ギャバン（1982年 - 1983年、ANB） - ダブルガール
- バッテンロボ丸 第3話「とんでもない奴!トンダ博士」（1982年、CX） - 赤ん坊の母親
- ザ・サスペンス 第55話「一千万人の中の孤独・ひとり暮しの美人OLを狙う殺人鬼！」（1983年、TBS）